# Aruxas

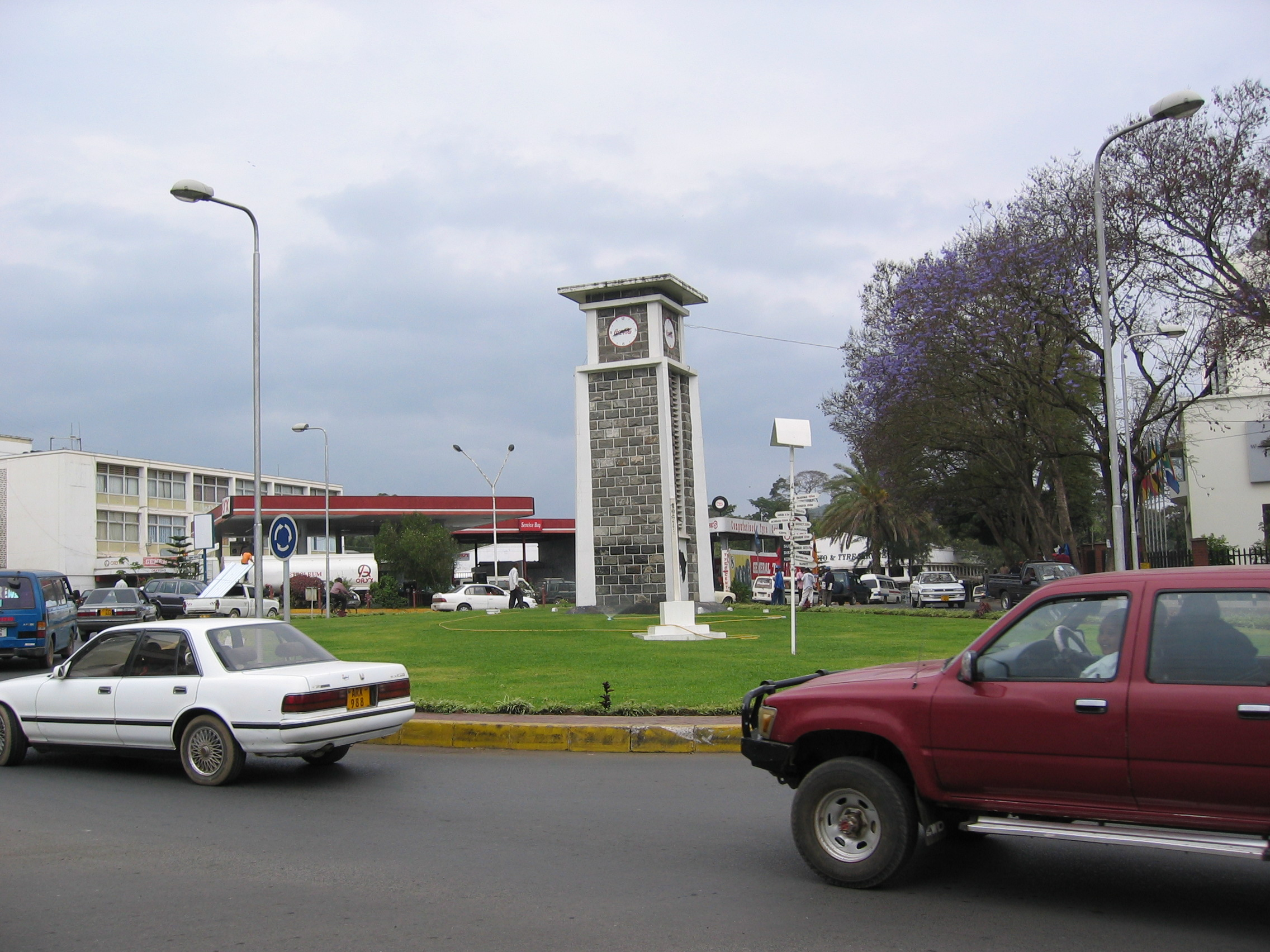

Os Aruxas (arushas) são as pessoas que vivem no norte do Tanzânia, a oeste do monte Meru. O seu número é estimado em 150.000 indivíduos. Sendo, por origem e língua, os massais, pertencem ao ramo nilótica da família linguística  nilóticas. No entanto, ao contrário dos massais, que pastores são a principal ocupação, em Aruxa ela é substituída pela agricultura intensiva, o que os torna economicamente e culturalmente mais próximos de seus vizinhos bantos.